# Joey Aiuppa
Joseph John Aiuppa (Melrose Park, Illinois, 1 de diciembre de 1907-Elmhurst, Illinois, 22 de febrero de 1997), también conocido como "Joey O'Brien" y "Joey Doves", fue un mafioso de Chicago que se convirtió en líder del Outfit de Chicago desde 1971 hasta su condena por "Skimming" en 1986.

## Vida y carrera tempranas
Joseph Aiuppa nació en Melrose Park, Illinois, el hijo mayor de Simone (Sam) Aiuppa (1883-1934) y Rosalia (Rose) Marie Greco (1886-1968), inmigrantes sicilianos de Lascari, provincia de Palermo, Sicilia.
Durante la década de 1920, el exboxeador Aiuppa ascendió en las filas del Outfit de Chicago, comenzando como conductor de líderes de Outfit de mayor rango como Tony Accardo.
Se graduó para operar varios establecimientos de juego en Cicero, Illinois. Estos clubes incluían establecimientos de apuestas y casinos subterráneos con entradas secretas. A principios de la década de 1930, Aiuppa manejó Taylor & Company, aparentemente un fabricante de muebles, aunque en realidad un frente para la fabricación de máquinas tragamonedas ilegales. Aiuppa fue miembro fundador de Local 450 Union para empleados de hoteles y restaurantes. Miembro de la mafia de Capone, Aiuppa también tenía conexiones con John Dillinger y las pandillas Karpis. En 1935, los archivos de crímenes de Chicago indicaban que Aiuppa era un agente desencadenante y un experto ladrón de bancos para Claude Maddox.
A partir de fines de la década de 1940 y hasta bien entrada la década de 1960, Aiuppa estaba a cargo del distrito Cicerón del Equipo. El distrito de Cicero fue el vecindario con mayores ingresos durante décadas, volviendo a Al Capone, que tenía su sede en esta área mientras estaba al mando. Aiuppa eventualmente poseía y / u operaba varios establecimientos en Cicero, llamados colectivamente The Strip. Esta fue la "franja" original antes de la franja de casino controlada por la mafia en Las Vegas. Aiuppa operaba manuales en 4835, 4811 y 4818 Cermak Road en Cicero, IL. Los diversos clubes ubicados en Cicero Avenue fueron los Frolics, el Towne Hotel y el 411 Club, junto con algunos otros. La prostitución, las máquinas tragamonedas y diversas actividades de juego tuvieron lugar dentro de estos clubes nocturnos.
Aiuppa también fue propietario durante muchos años y finalmente vendió el campo de golf Navajo Hills ubicado en las afueras de Chicago. Este fue uno de sus muchos negocios inmobiliarios en los que ganó dinero con su toma personal y parte de dirigir el vecindario Outfit más poderoso y exitoso durante décadas. Aiuppa operaba sus propiedades inmobiliarias bajo el nombre de Rosemar Reality, que lleva el nombre de su madre, Rose Marie. De vez en cuando, Aiuppa también ponía automóviles o pequeñas propiedades inmobiliarias a su nombre, ya que casi nunca guardaba ningún activo a su nombre, excepto la casa en la que residía, en Oak Brook, Illinois. También usó varios otros parientes, incluidos hermanos y sobrinos posteriores, para mantener el título de sus muchos activos inmobiliarios en constante cambio en y alrededor del área de Chicago.

## "Joey O'Brien" y "Joey Doves"
Durante casi 40 años, el apodo original de Aiuppa era su antiguo nombre de boxeo, "Joey O'Brien", a menudo abreviado en círculos de la mafia como "O'Brien" o "Joey O". En esos días, a los boxeadores irlandeses se les pagaba más en la tarjeta de lucha, por lo que Aiuppa eligió un nombre irlandés para pelear. Este fue uno de sus últimos trabajos conocidos antes de comenzar como conductor del Outfit.
En un movimiento que recuerda la acusación de Al Capone por evasión de impuestos, Aiuppa fue condenado en 1966 por la posesión ilegal y el transporte de palomas de luto a través de las fronteras estatales. Según la Ley del Tratado de Aves Migratorias de 1918, es ilegal poseer más de 24 palomas por persona fuera de la temporada de caza. En septiembre de 1962, como parte de la ofensiva de Robert Kennedy contra el Chicago Outfit, agentes del FBI en Kansas que buscaban en el auto de Aiuppa descubrieron 563 palomas congeladas. Luego de una serie de apelaciones, Aiuppa finalmente fue sentenciado en agosto de 1966 y recibió una sentencia de prisión de tres meses y una multa de $ 1,000. Como resultado, Aiuppa ganó varios apodos como "Joey Doves", "Joey the Doves", "Doves" y "Mourning Doves".

## Liderato del Chicago Outfit
Joey Aiuppa obtuvo el control del Conjunto de Chicago después de la muerte de Sam Giancana, que contó con un fuerte apoyo de Paul Ricca y Tony Accardo. Aiuppa se convirtió en el jefe en 1971 después de que Felix Anthony "Milwaukee Phil" Alderisio fuera enviado a prisión. Bajo el liderazgo de Aiuppa, el Chicago Outfit fortaleció los lazos con sus casinos de Las Vegas. Finalmente, se convirtió en uno de los varios líderes de facto que dirigían The Outfit en Chicago. Tras su acusación y a través de su posterior encarcelamiento, Joseph Ferriola dirigió el equipo desde 1985 hasta 1988. El conductor y mentor del chofer de Aiuppa, Samuel Carlisi, asumió las operaciones de liderazgo poco después.
En algún momento después del asesinato de Giancana, Aiuppa compró una casa en Palm Springs, California, al igual que otros mafiosos de Chicago.

## Condena y represalias
En 1986, Aiuppa fue condenado por robar ganancias de los casinos de Las Vegas y recibió 28 años de prisión. En 1986, Jackie Cerone asumió el control después de los semi-retiros de Accardo y Aiuppa como líder del Chicago Outfit. Las condenas de cinco lazos de la mafia con el robo de $ 2 millones de los casinos de Las Vegas evolucionaron con Joseph Agosto de la familia criminal de Kansas City testificando contra los jefes. Entre los pocos que fueron encarcelados estaban Aiuppa, Carl DeLuna, Angelo J. LaPietra y Jackie Cerone. LaPietra fue una de las principales ejecutoras de Aiuppa en el Chicago Outfit y los primeros años en las operaciones criminales de Cicero. Desde la prisión, Aiuppa eligió a John "No Nose" DiFronzo para dirigir operaciones criminales en los suburbios del oeste de Chicago sobre el jefe interino Ferriola. En junio de 1986, Tony "the Ant" Spilotro y su hermano Michael fueron golpeados hasta la muerte en Bensenville, Illinois, y enterrados en un campo de maíz en Enos, Indiana, a cinco millas de la propiedad de Aiuppa cerca de Marruecos, Indiana. Nicholas Calabrese, miembro del equipo, testificó que ambos hermanos Spilotro fueron asesinados en una casa en Bensenville, Illinois y luego enterrados en los campos de maíz en Indiana. Se sabe que Calabrese es el primer hombre en testificar contra el Chicago Outfit. Su sobrino, Frank Calabrese Jr., también fue informante del FBI. Calabrese Jr. es hijo del famoso mafioso Frank Calabrese. Sin embargo, en una entrevista de 2010 con la revista Maxim, mientras promocionaba la apertura de Las Vegas Mob Experience en el Hotel Tropicana, el hijo de Tony Spilotro, Vincent, afirmó que el verdadero objetivo era su tío. Michael y Tony fueron asesinados para evitar cualquier venganza.

## Salida de prisión y muerte
Cumpliendo casi 10 años de su condena, el 19 de enero de 1996, Aiuppa fue liberado del Centro Médico Federal de la Oficina de Prisiones de los Estados Unidos en Rochester, Minnesota. El 22 de febrero de 1997, Aiuppa murió en Elmhurst Memorial Hospital en Elmhurst, Illinois. Fue enterrado en Hillside, Illinois, en el cementerio Queen of Heaven.
El sobrino de Aiuppa, Sam Aiuppa, es miembro del sindicato IATSE Projectionists Local 110 y no comparte cómo se convirtió en parte del sindicato. El sobrino de Sam Giancana, Andrew Giancana, estaba en el tablero para el IATSE. El Local 110 de los Proyeccionistas de IATSE en Chicago fue una vez ampliamente considerado como uno de los locales más acribillados en Estados Unidos.

## Filmografía
La película Casino de 1995, dirigida por Martin Scorsese, se basa en los lazos de Chicago Outfit con la industria del casino de Las Vegas. Los eventos que ocurren en la película se basan en la relación entre los asociados de Chicago Mob y el empresario de Las Vegas Frank "Lefty" Rosenthal. El personaje de Remo Gaggi, interpretado por Pasquale Cajano, está basado en Aiuppa. Otras interpretaciones incluyen a Robert De Niro como el personaje principal Sam "Ace" Rothstein, basado en Rosenthal, y Joe Pesci como Nicky Santoro, basado en el ejecutor de Chicago Anthony Spilotro.